# Carinaulus imitabilis
Carinaulus imitabilis är en skalbaggsart som beskrevs av Cervenka 2000. Carinaulus imitabilis ingår i släktet Carinaulus och familjen Aphodiidae. Inga underarter finns listade.